# Yeelanna argus
Yeelanna argus är en insektsart som först beskrevs av Rehn, J.A.G. 1953.  Yeelanna argus ingår i släktet Yeelanna och familjen Pyrgomorphidae. Inga underarter finns listade i Catalogue of Life.